# Carl Barriteau
Carl Alrich Stanley Barriteau (Trinidad (eiland), 7 februari 1914 – Sydney, 24 augustus 1998) was een jazzklarinettist.

## Biografie
Barriteau werd geboren in Trinidad en groeide op in Maracaibo (Venezuela). Hij speelde tenorhoorn in Trinidad van 1926 tot 1932 en speelde vervolgens klarinet in een lokale politieband van 1933 tot 1936. Tegelijkertijd speelde hij ook in Port of Spain met de Jazz Hounds en het Williams Brothers Blue Rhythm Orchestra. Hij verhuisde naar Londen, waar hij speelde in de West Indian Swing Band van Ken Johnson. Melody Maker noemde hem de 'beste klarinettist' gedurende zeven opeenvolgende jaren. Hij leidde zijn eigen band op opnamen voor Decca Records tijdens de jaren 1940. Barriteau ondernam USO-reizen voor Amerikaanse troepen van 1958 tot 1966. Hij emigreerde naar Australië in 1970.

## Overlijden
Carl Barriteau overleed in augustus 1998 op 84-jarige leeftijd.